# فابین اودار
فابین اودار (انگلیسی: Fabien Audard؛ زادهٔ ۲۸ مارس ۱۹۷۸) بازیکن فوتبال اهل فرانسه است.
از باشگاه‌هایی که در آن بازی کرده‌است می‌توان به باشگاه فوتبال باستیا، باشگاه فوتبال لوریان، آ.اس موناکو، و باشگاه فوتبال تولوز اشاره کرد.